# Psilosticha atycta
Psilosticha atycta är en fjärilsart som beskrevs av Turner 1925. Psilosticha atycta ingår i släktet Psilosticha och familjen mätare. Inga underarter finns listade.